# Dorysthenes gracilipes
Dorysthenes gracilipes är en skalbaggsart som beskrevs av Auguste Lameere 1915. Dorysthenes gracilipes ingår i släktet Dorysthenes och familjen långhorningar. Inga underarter finns listade i Catalogue of Life.